# Bakindick
Bakindick (Schreibvarianten: Bakendik, Bakindink Wollof, Bakindick Wollof, Bakindick Mandinka, Bakindink Mandinka, Bakindick Koto) ist eine Ortschaft im westafrikanischen Staat Gambia.
Nach einer Berechnung für das Jahr 2013 leben dort etwa 1822 Einwohner, das Ergebnis der letzten veröffentlichten Volkszählung von 1993 betrug 1231.

## Geographie
Bakindick liegt in der North Bank Region im Distrikt Lower Niumi. Der Ort liegt 3,8 südlich der North Bank Road an einer Straße die nach Albreda führt.